# Самотерии
Самотерии (лат. Samotherium, от греч. Σάμος и θηρίον — зверь с острова Самос) — род вымерших млекопитающих из семейства жирафовых, обитавших в миоцене — плиоцене (13,82—2,58 млн лет назад) от Южной и Восточной Европы до Китая и Африки.

## Описание
Первые ископаемые остатки впервые обнаружены на острове Самос в Эгейском море. Позднее окаменелости были найдены на территории Молдавии, Украины, Казахстана, Монголии и Африки.
Крупное млекопитающее, длиной до 3 метров и высотой в холке более 2 метров. Имел умеренно длинную шею и удлинённые конечности. Задние ноги были длиннее передних.
Обитали в саваннах и долинных лесах.

## Классификация
По данным сайта Paleobiology Database, на май 2018 года в род включают 5 вымерших видов:
- Samotherium africanus Churcher, 1970
- Samotherium boissieri Forsyth Major, 1888
- Samotherium neumayri Radler & Weihofer, 1890
- Samotherium sinense Schlosser, 1903
- Samotherium tafeli Kilgus, 1922